# Rouxmesnil-Bouteilles

Rouxmesnil-Bouteilles este o comună în departamentul Seine-Maritime, Franța. În 1 ianuarie 2022 avea o populație de 1.806 de locuitori.